# کیریل دژوروف
کیریل دژوروف (بلغاری: Кирил Джоров؛ زادهٔ ۱۲ اوت ۱۹۷۵) بازیکن فوتبال اهل بلغارستان است.